# Alphonse Séché
Alphonse Séché (Nantes, 29 de gener de 1876 - París, 29 de gener de 1964) va ser un periodista, escriptor i director de teatre francès. Al gener del 1902 fundà i començà a dirigir La Critique Indépendante, una revista mensual. També va dirigir Revue d'Art dramatique. Entre les seves obres destaquen L'évolution du théâtre contemporain (1908) i Les caractères de la poésie contemporaine (1914).